# Portland Gallery
Die Portland Gallery ist eine Kunstgalerie in Westminster, London, in der Nähe des Piccadilly Circus.  Sie wurde 1984 von Thomas Hewlett eröffnet.
Die Galerie spezialisiert sich auf schottische Malereien des zwanzigsten Jahrhunderts und der heutigen Zeit und konzentriert sich weitestgehend auf die Arbeiten der vier Schottischen Koloristen: Francis Cadell, J. D. Fergusson, George Leslie Hunter und Samuel Peploe.  Außerdem repräsentiert die Galerie etliche zeitgenössische Künstler, darunter Jack Vettriano, der seine Werke regelmäßig in der Galerie ausstellt.